# Třída Galaxy
Třída Galaxy je fiktivní třída hvězdných lodí, které se vyskytují ve sci-fi příbězích Star Trek. Nejznámějším plavidlem je loď USS Enterprise (NCC-1701-D), jejíž osudy zmapoval televizní seriál Star Trek: Nová generace (1987–1994).
Její design vytvořil Andrew Probert právě pro Novou generaci. Interiéry navrhl Probert ve spolupráci s Hermanem Zimmermanem během první řady seriálu. Úpravy prodělané v následujících šesti letech pochází od Richarda D. Jamese. K natáčení filmu Star Trek: Generace se vrátil zpět Zimmerman.

## Popis
Lodě třídy Galaxy byly ve své době největšími plavidly Hvězdné flotily. Jedná se o průzkumné hvězdné lodě určené pro dlouholeté mise, na jejich palubách se proto nacházejí i rodinní příslušníci posádky. Pro běžný život jsou lodě vybaveny simulátory, školou, tělocvičnami, velkým sálem, jenž lze využít jako divadlo nebo koncertní síň, atd. Na palubě se také nachází nejrůznější diplomatické vybavení, které je srovnatelné s hvězdnými základnami.
Tvar lodí je „klasický“, sestává z primárního (talíře) a sekundárního trupu, které jsou spojeny propojovacím krkem. Po bocích sekundárního trupu, kde je umístěno warpové jádro, se na držácích nacházejí warpgondoly. Zvláštností třídy Galaxy je možnost oddělit primární a sekundární trup a následně je zase spojit. Obě tyto činnosti lze provést za běžného letu a bez vnějšího zásahu. Tato funkce je využívána např. při evakuaci lodi, kdy talířový trup slouží jako záchranný člun (nevýhodou je, že má pouze běžné impulsní motory), nebo při bojových akcích, při nichž je sekundární trup samostatně řízen z vlastního „bojového“ můstku.
- Délka / šířka / výška:[2] 642,5 m / 463,7 m / 195,3 m
- Hmotnost: 4,5×106 t
- Počet palub: 42
- Posádka: cca 1 000 včetně rodinných příslušníků a jiných civilistů
- Maximální cestovní rychlost / maximální rychlost: warp 9,2 / warp 9,6 (po 12 hodin)
- Výzbroj: 10 phaserových baterií typu X, 2 torpédomety s 250 fotonovými torpédy
- Obrana: deflektorové štíty, duraniové pancéřování

## Historie třídy
Počátek vývoje třídy Galaxy je datován do 40. let 24. století, některé nové technologie byly v 50. letech odzkoušeny např. na lodi USS Pegasus třídy Oberth. Na její konstrukci se podíleli mimo jiné Orfil Quinteros a Leah Brahmsová; stavba lodí probíhala v orbitálních docích Utopia Planitia na Marsu. Na třídu Galaxy konstrukčně navazuje menší třída Nebula.
Prototyp USS Galaxy byl do služby zařazen roku 2357, po něm následovala stavba dalších plavidel včetně vlajkové lodi Federace USS Enterprise-D (2363). Tato pod velením kapitána Picarda provedla mnoho prvních kontaktů s nejrůznějšími rasami a civilizacemi, z nichž nevýznamnější jsou Q, Borg nebo Ferengové. Lodě třídy Galaxy také sloužily ve válce proti Dominionu či bránily Zemi před invazí Borga.

## Lodě třídyGalaxy
USS Enterprise-D (NCC-1701-D)Jednalo se o vlajkovou loď Federace, velel jí kapitán Jean-Luc Picard a její osudy se staly námětem pro televizní seriál Star Trek: Nová generace, objevila se rovněž v pilotní epizodě „Poslání“ seriálu Star Trek: Stanice Deep Space Nine. Byla vypuštěna roku 2363, během následujících sedmi let provedla mnoho průzkumných, diplomatických i bojových misí. Zničena byla roku 2371 po klingonském útoku, posádka se zachránila únikem v talířovém modulu (viz film Star Trek: Generace).
USS Galaxy (NCC-70637)Prototyp stejnojmenné třídy byl vypuštěn roku 2356 a zařazen do služby o rok později. Objevil v epizodách seriálu Stanice Deep Space Nine „Slzy Proroků“ a „Co po sobě zanecháš“ odehrávajících se v letech 2374 a 2375. Loď se tedy zúčastnila války s Dominionem a bitvy o Cardassii. Roku 2379 byla přidělena do Bojové skupiny Omega (viz film Star Trek: Nemesis).
USS Odyssey (NCC-71832)Lodi Odyssey velel v roce 2370 kapitán Keogh, který měl za úkol hlídkovat na cardassijské hranici. Komandér Sisko ze stanice Deep Space Nine byl unesen Dominionem a USS Odyssey se vydala na jeho záchranu; předtím však na této stanici vyložila civilisty a nepotřebný personál. Loď byla nakonec zničena po útoku jem'hadarského plavidla. (Epizoda „Jem'Hadarové“ seriálu Stanice Deep Space Nine.)
USS Venture (NCC-71854)Tato loď se objevila postupně v několika epizodách seriálu Stanice Deep Space Nine. V letech 2372 až 2374 například pomáhala dobýt ztracenou stanici Deep Space Nine, či odvrátit útok Klingonů na ni. Nakonec byla součástí společného loďstva Federace, Klingonů a Romulanů v bitvě o Chin'toku proti nepřátelským Cardassianům a Dominionu.
USS Yamato (NCC-71807)Jednalo se o sesterskou loď Enterprise-D. V epizodě „Kde vládne ticho“ (rok 2365) seriálu Nová generace byla pouze iluzí vytvořenou bytostí Nagilum pro posádku Enterprise-D, skutečná loď Yamato se nacházela jinde. Později téhož roku byla skutečná loď pod velením kapitána Donalda Varleyho zničena nad planetou Iconia, když se do lodního počítače dostal místní obranný systém, přičemž posádka zahynula. (Epizoda „Nákaza“ téhož seriálu.) Chybou produkce bylo v díle „Kde vládne ticho“ zmíněno chybné registrační číslo NCC-1305-E, jež bylo ale později přijato do kánonu s vysvětlení, že loď byla během roku 2365 přeznačena.
Kromě zmíněných lodí se v seriálech Nová generace, Stanice Deep Space Nine a Vesmírná loď Voyager objevilo v záběrech několik dalších nepojmenovaných a neidentifikovaných lodí třídy Galaxy. V epizodě „Proti času“ seriálu Vesmírná loď Voyager se v alternativní budoucnosti vyskytla také loď USS Challenger (NCC-71099).